# ノイシュヴァーベンラント

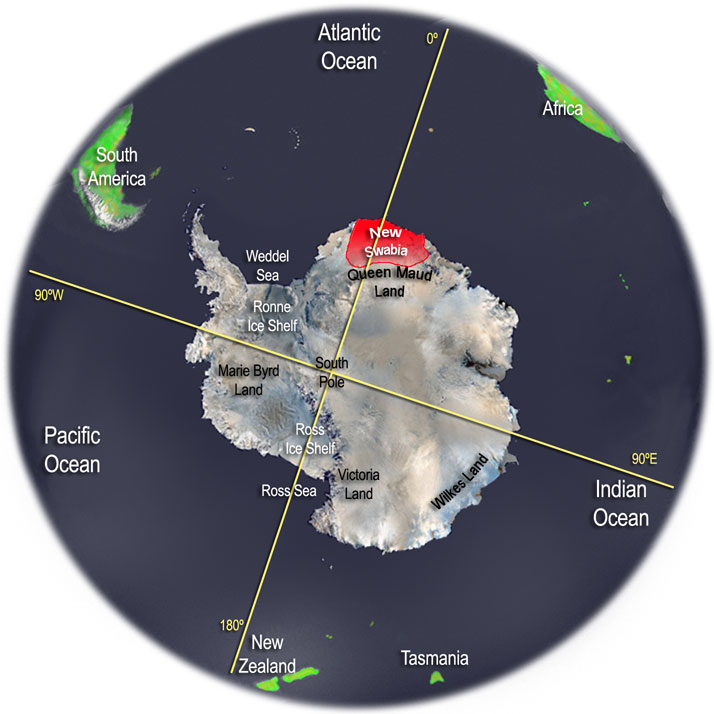
ノイシュヴァーベンラント（赤色）。

ノイシュヴァーベンラント（ドイツ語: Neuschwabenland）は、南極大陸のおおよそ東経20度から西経10度、南緯70度から75度の間を指す地域名で、現在でも時折用いられる。英語ではニュー・スウェイビア（New Swabia）。ドロンニング・モード・ランド（東経44度38分から西経20度の間の地域、ノルウェーが領有権を主張しているが南極条約により凍結されている）の一部に当たる。
ノイシュヴァーベンラントは1939年初頭にドイツ国が探検を行い、探検隊の乗っていた船シュヴァーベンラント号（de:Schwabenland (Schiff, 1925)）にちなんで「ノイシュヴァーベンラント」（新しいシュヴァーベン）と名付けられた。

## ドイツの南極探検
ヨーロッパの他国同様、ドイツ帝国も19世紀末から20世紀初頭にかけて科学調査目的での探検隊を南極圏に送っている。19世紀末の探検隊は南極海、サウスジョージア諸島、ケルゲレン諸島、クローゼー諸島へ、天文学・気象学・水文学の研究目的で派遣されており、他国の科学者たちや調査隊とも密接に協力し合っていた。19世紀が終わるころ、ドイツの調査隊は南極大陸に目を向け始めた。
最初のドイツ南極探検隊は、1901年から1903年にかけて行われたガウス号探検隊であった。北極探検のベテランで地質学者のエーリヒ・フォン・ドリガルスキーが率いており、南極で初めて熱気球を利用して空撮を行った。このときに到達した土地を、ドリガルスキーは探検に出資したドイツ皇帝ヴィルヘルム2世にちなんでカイザー・ヴィルヘルム2世ラント（de:Kaiser-Wilhelm-II.-Land）と名付けている。
2回目のドイツ南極探検隊はヴィルヘルム・フィルヒナーが1911年から1912年にかけて行ったもので、南極が果たして一つの大陸なのか、複数の島の集まりなのかどうかを確認するため、南極横断を行うことを目的としていた。しかし、それまでの南極探検同様、この探検も最初の時点で失敗に終わった。探検隊は船上からルイトポルド・コーストおよびフィルヒナー棚氷を発見したものの、棚氷に設置した基地を氷の崩壊で失い、その後は流氷に船を閉じ込められて南極大陸に上陸することすらできずに帰還した。
1937年には大規模な捕鯨船団がドイツを発ち南極に向かい、1938年初頭に成功裏に帰還した。この成功により、北極探検の経歴やルフトハンザへの勤務経験をもつドイツ海軍のアルフレート・リッチャー（1879年 - 1963年）が率いる、3回目のドイツ南極探検隊が計画された。

## 第3次ドイツ南極探検隊

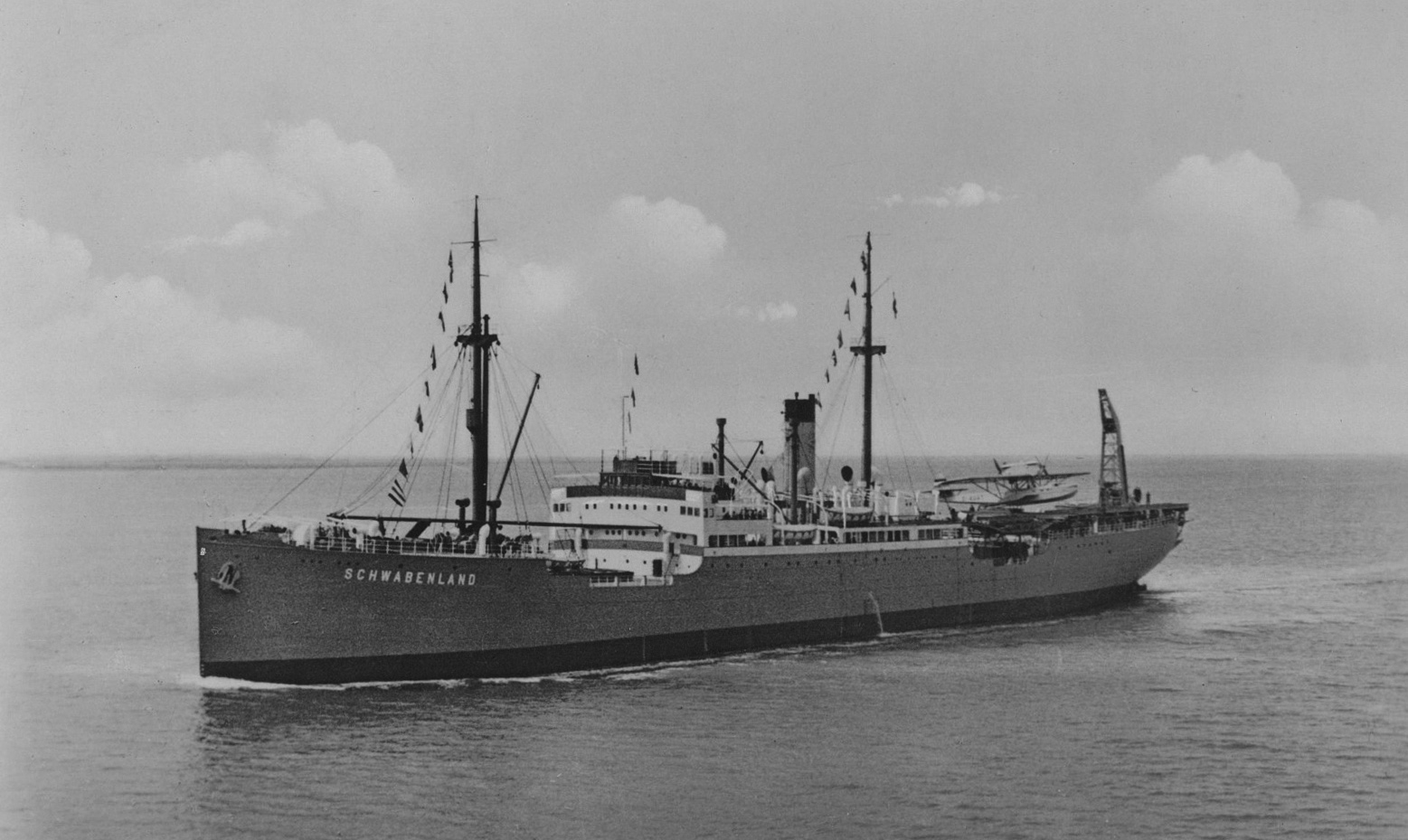
カタパルト船シュヴァーベンラント号

第3回探検隊を支援したのはナチス党政権下の四カ年計画全権責任者であるヘルマン・ゲーリングと四ヶ年計画庁の局長であるヘルムート・ヴォールタートであり、その背後には経済的な理由があった。当時のドイツでは油脂の生産が急増しており、その原料として鯨油を大量に消費していた。鯨油は、石鹸とマーガリンといった重要な生活必需品や、軍事上重要なニトログリセリンの生産に欠かせない資源であったが、その輸入をノルウェーに頼っていた。当時ドイツはノルウェーの鯨油輸出先の第2位であり、年に20万トンを購入していた。欠かせない資源を輸入に頼ることの脆弱性のほかに、間もなく戦争に入るかもしれないドイツにとっては、外貨準備を鯨油輸入で流出させることは大きな問題であった。この「鯨油ギャップ」を埋めるため、自前の捕鯨船団を南極海で操業させることがドイツにとって急務であり、イギリスなどに干渉されない安全な基地となる港を南極大陸の東経20度から西経20度の間で探し出すことが探検の目的であった。また将来において南極大陸に海軍基地を置くことも意図されていた。このため、この南極探検は極秘とされた。

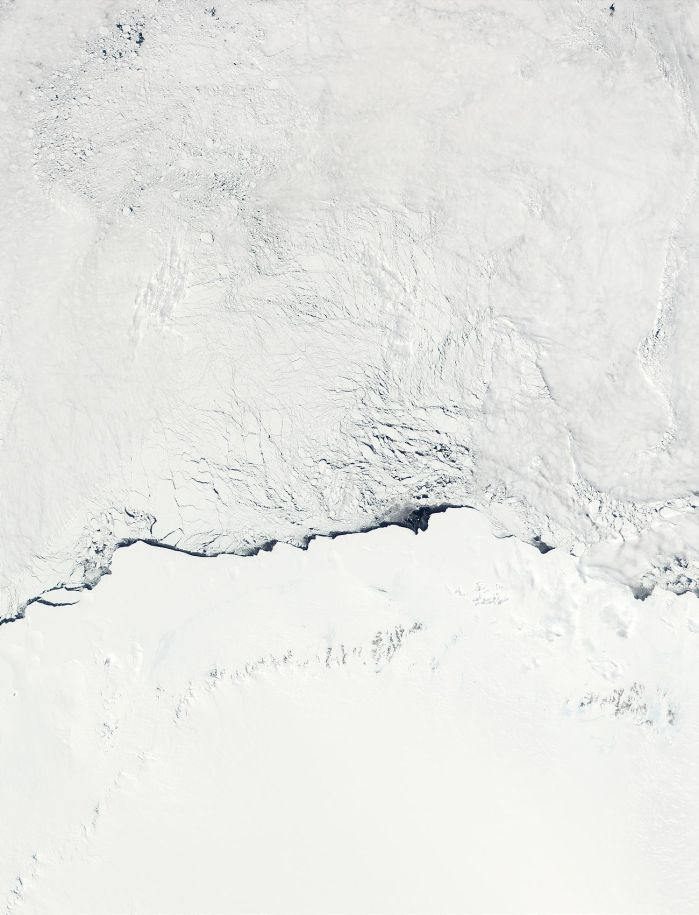
南極の衛星写真。左から、プリンセス・マーサ・コースト、プリンセス・アストリッド・コースト、プリンセス・ラグンヒルド・コースト。この一帯がノイシュヴァーベンラント

アルフレート・リッチャーが南極探検隊の隊長に任命されたのは1938年7月のことで、その後数か月という短期間で生物学者、海洋学者、地磁気学者といった分野の科学者や探検隊員を組織しなければならなかった。「パサート（Passat、貿易風）」および「ボレアス（Boreas、北風）」と名付けられたドルニエ・ヴァール水上機2機と、ルフトハンザの大西洋郵便航路用に使われていたカタパルト船「シュヴァーベンラント」がこの探検のために借用された。1938年12月17日、探検隊員33名と船員24名を乗せたシュヴァーベンラント号はハンブルクを出港し、1939年1月19日に南極大陸のプリンセス・マーサ・コースト（en:Princess Martha Coast 1930年にノルウェーのヒャルマー・リーセル＝ラルセンが探検し、1939年にノルウェーが領有を宣言した地域）に到達した。探検隊は海岸沿いの海氷の上にドイツの国旗を立て、船の名にちなんでこの地をノイシュヴァーベンラントと名付けた。
探検隊はその後仮設基地を作り、いくつかの班に分かれて数週間にわたって海岸沿いを徒歩で移動し、丘など目立つ地理的特徴を記録していった。また「パサート」と「ボレアス」の2機の水上機が内陸部へ7回にわたる調査飛行を行った。この時、飛行経路の要所に、長さ1.2メートルのアルミニウム製の矢が投下された。この矢には30センチメートルの鋼製の矢尻、鉤十字をエンボス加工した3つの矢羽が取り付けられていた。この矢の投下は、出発前にオーストリアのパステルツェ氷河で試験されている。さらに、ドイツにとって関心の高い地域に対して8回の調査飛行が行われ、その際にはカラー写真も撮影されている。これらの調査飛行で11,600枚の空中写真が撮られた。その多くは後の戦災で失われたが、残りのうちいくつかは戦後になってリッチャーが出版している。シルマッヒャー・オアシス、南極内陸部の雪のない露岩地区で、現在インドのマイトリ基地とロシアのノヴォラザレフスカヤ基地が置かれている）も調査飛行の最後でリヒャルト・ハインリッヒ・シルマッヒャー(Richard heinrich Schirmacher)が上空から発見したものである。
探検隊は1939年2月6日に南極大陸を離れ、途中で南大西洋のブーベ島とブラジル沖のフェルナンド・デ・ノローニャにおいて海洋学の調査を行い、1939年4月11日にハンブルクに帰港した。この調査は極秘だったため、一般国民は戦後までこの探検のことを知らなかった。しかしノルウェー政府は南極沖の自国の捕鯨船団からシュヴァーベンラント号の来航について報告を受けており、ドイツ探検隊の南極上陸に先駆け、1939年1月14日に東経45度から20度の範囲をドロンニング・モード・ランドとしてその領有権を主張している。

## 探検後

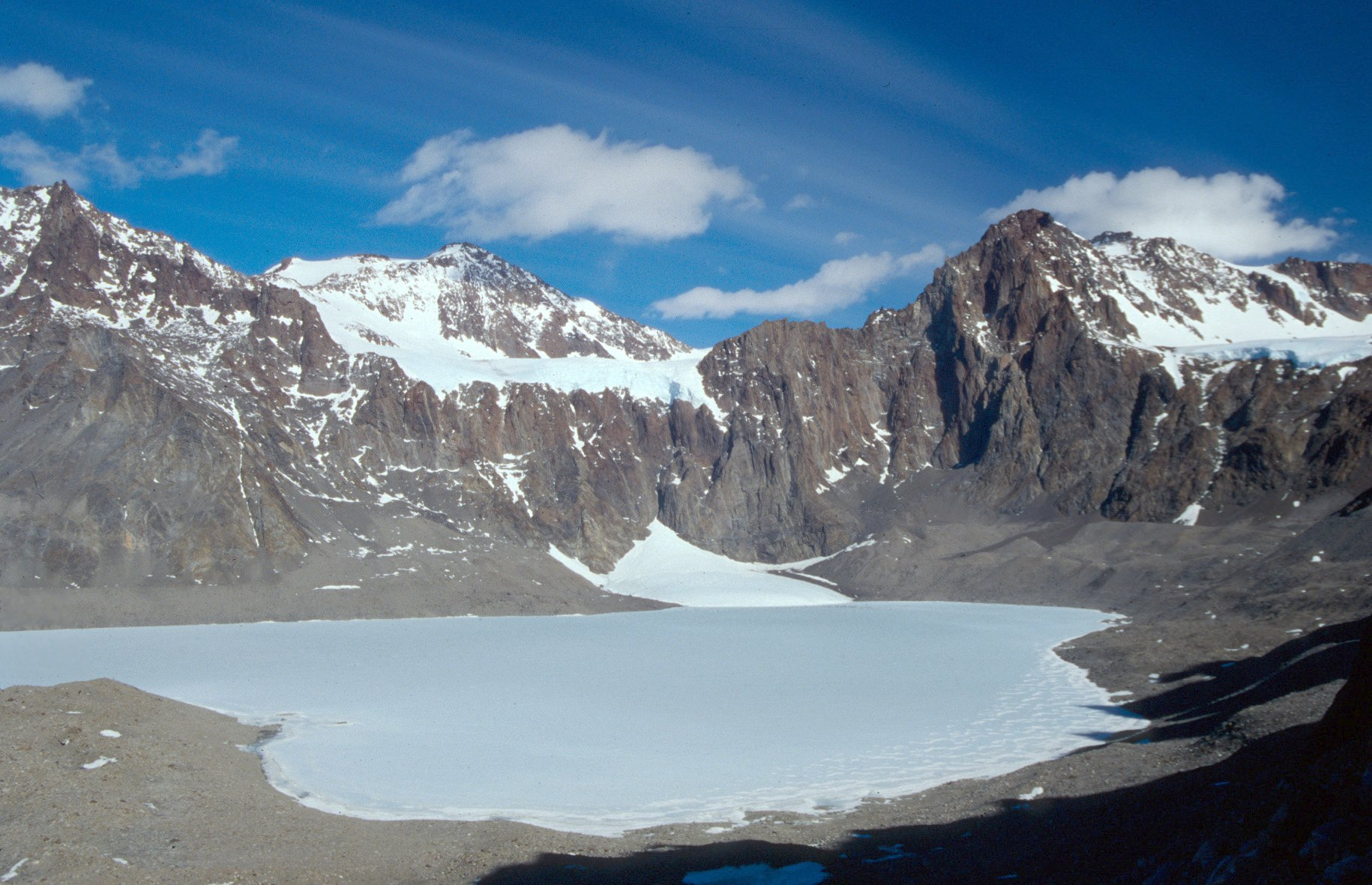
オットー・フォン・グルーバー山脈（Otto-von-Gruber-Gebirge）のふもとにあるウンターゼー湖（Untersee）。付近のオーバーゼー湖ともども、夏でも数メートルの厚さの氷におおわれている

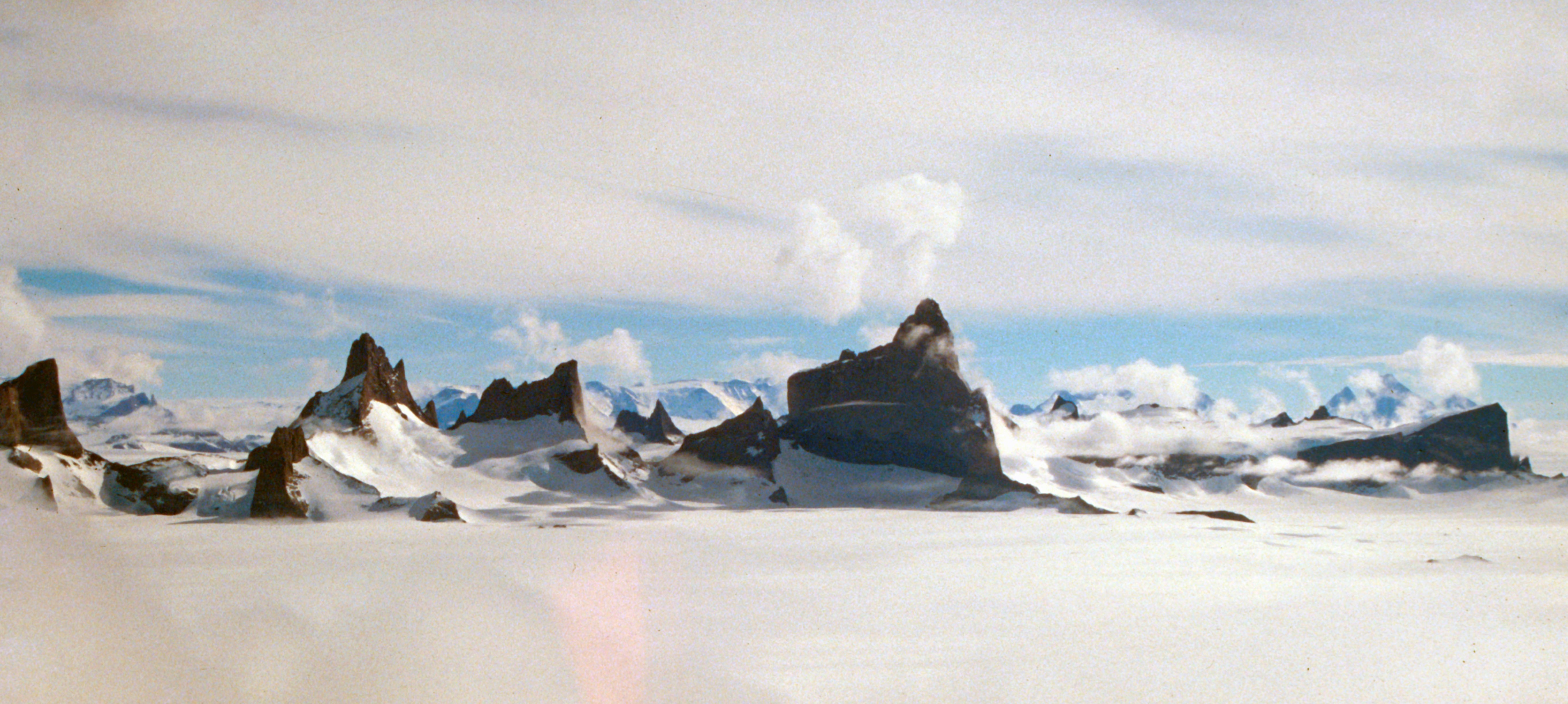
ノイシュヴァーベンラント内陸の岩山（ヌナタク）

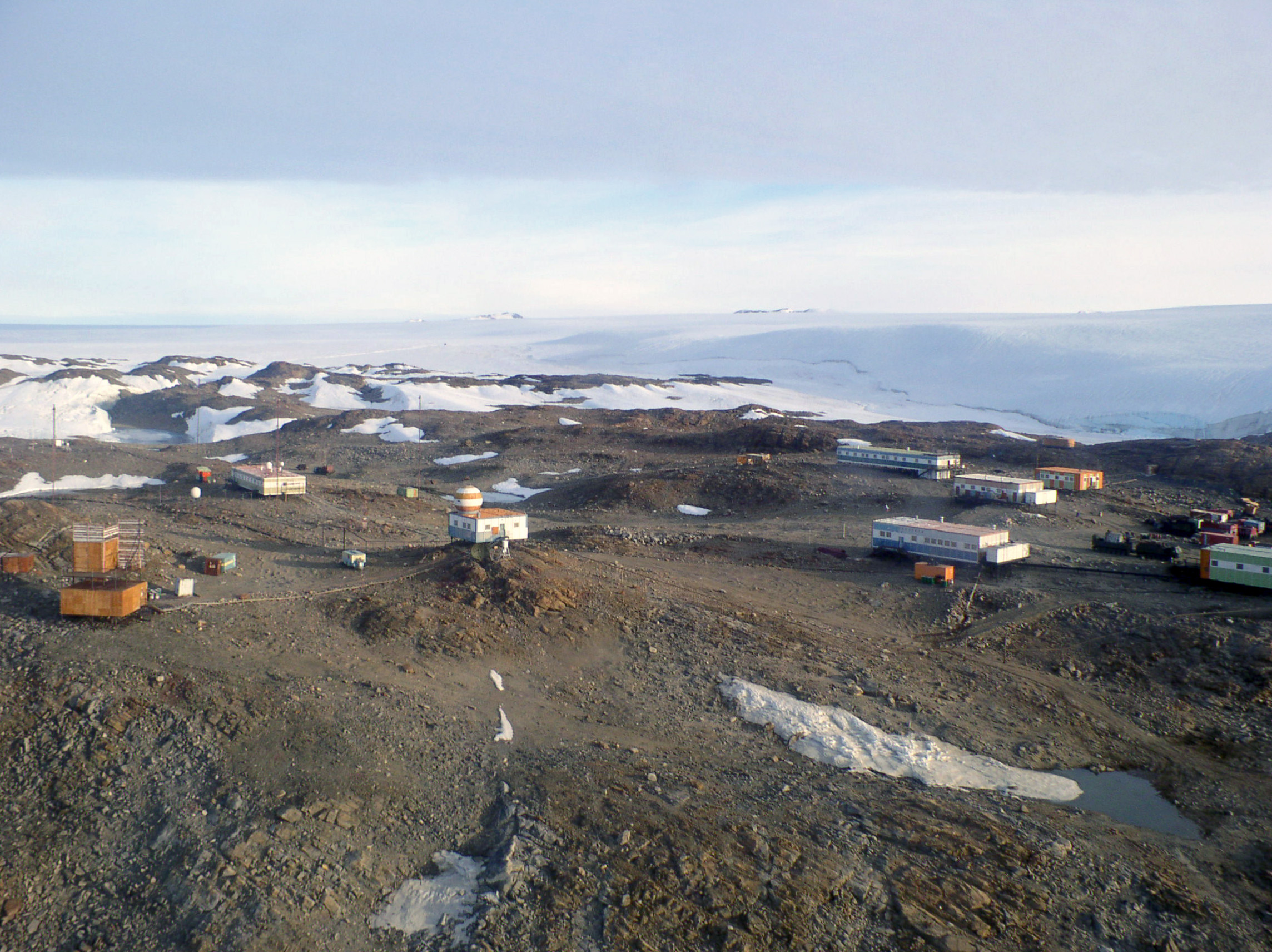
シルマッヒャー・オアシス。ロシアの基地が所在する

ノイシュヴァーベンラントに対するさらなる探検は、第二次世界大戦のために結局中止となった。1942年までにノイシュヴァーベンラント東部の5万分の1地形図が作成されたが、ノイシュヴァーベンラント西部の地図製作は戦争で中断し空中写真の多くも失われた。生物学・地質学・天文学の調査結果は1954年から1958年にかけてようやく発行されている。
現在、南極のこの地域はドロンニング・モード・ランドと呼ばれるが、ノイシュヴァーベンラント（ニュー・スウェイビア）という呼称もいくつかの地図では今もなお使用されている。また、この探検の際に名付けられたドイツ人の人名に基づく地名は現在も用いられている。ドイツが地図を書きながら名付けなかった地形は、戦後のイギリス・ノルウェー・スウェーデン合同探検（1949年 - 1952年）やノルウェー南極探検（1958年 - 1959年）で名付けられたが、それ以外の主だった山地、山頂、氷河、渓谷、丘、「オアシス」（露岩地）などはほとんどドイツ人が名付けたものである。
この探検によって南極大陸内陸部の様々な姿が明らかになった。ノイシュヴァーベンラントは、プリンセス・マーサ・コーストからプリンセス・アストリッド・コースト(en:Princess Astrid Coast)にかけての範囲に広がっている。北部の南極海沿いは氷河の先に作られた丘状の地形で、海岸部の棚氷から始まり、徐々に標高1,000メートルまで高くなっていく。その南の内陸には、ヌナタクと呼ばれる岩石の峰が氷床の上に突き出す地形が続いており、その標高は高いもので3,000メートルに達する。その先は、標高2,000メートルほどの南極高原へとつながっている。山脈内には夏でも氷に覆われた湖や逆に氷の張らない湖が見つかったほか、雪や氷のない「オアシス」と呼ばれる地域も発見された。シルマッヒャー・オアシスには淡水湖もあり、ペンギンなどが住む。植物相では、12月から2月にかけての短い夏の間に、氷が解けた露岩部に藍藻や地衣類など単純な植物が広がる。動物相では、鳥類の大規模な群落が発見されている。気候は寒帯で1年を通して氷点下を超えることがなく、きわめて乾燥している。

## ドイツと南極
ドイツは、結局ノイシュヴァーベンラントに対して公式な領有宣言は行わなかった。港湾や基地が作られることもなかった。ドイツがこの地に恒久基地を置いたのは、戦後の1981年になってゲオルク・フォン・ノイマイヤー基地（Georg von Neumayer Station）を設置したときが最初であり、現在はノイマイヤー3基地がこの地域に置かれている。
しかし戦後になってドイツの南極探検が明らかになったこと、ドイツ降伏直後の1945年夏にUボート（「U977」および「U530」の2隻）が、ドイツ本土から離れたアルゼンチンに到着し投降したことなどが憶測を呼んだ。また1946年から1947年にかけてアメリカ軍が南極大陸でハイジャンプ作戦と呼ばれる軍事演習を行ったこと、「1958年にドロンニング・モード・ランドでアメリカが核実験を行った」との説が流れたことから、「ドイツが南極に極秘のうちに基地を築いた」「Uボートはナチス幹部や財宝を南極基地に護送するために用いられた」「ハイジャンプ作戦はアメリカ軍によるドイツ秘密基地への侵攻」「核実験は全ての証拠を吹き飛ばすために行われたもの」「今でもナチス残党は南極に潜んでいる」などといった陰謀論や、ナチスのUFO開発や地球空洞説につながる荒唐無稽な説をも生み出すことになった。
ハイジャンプ作戦は南極観測であると同時に冷戦に備えた米軍の極地軍事演習であり、1958年に南半球で行なわれた核実験・アーガス作戦は南極大陸からはるか遠く離れた南大西洋上で行われている。